# Daniel Stanclik
Daniel Stanclik (ur. 22 marca 2000 w Bielsku-Białej) – polski piłkarz występujący na pozycji napastnika w polskim klubie  Miedź Legnica.

## Kariera

### Kariera juniorska i Podbeskidzie Bielsko-Biała
Wychowanek drużyny BKS Stal Bielsko-Biała, w którym grał do sezonu 2012/2013, w którym przeniósł się do akademii Rekordu Bielsko-Biała. W sezonie 2014/2015 dołączył do Podbeskidzia Bielsko-Biała, gdzie zadebiutował w ich drużynie rezerw (na poziomie trzecioligowym) 3 kwietnia 2016, w meczu przeciwko LKS-owi Czaniec. Swoją pierwszą bramkę w III lidze zdobył w spotkaniu następnym przeciw Rekordowi Bielsko-Biała, który miał miejsce tydzień później.

### KKS Kalisz
Większość sezonu 2019/2020 spędził w KKS-ie 1925 Kalisz, w którym swój pierwszy mecz rozegrał 10 sierpnia 2019 roku przeciw Kotwicy Kołobrzeg. Swoje pierwsze trafienie dla drużyny zdobył w 9. kolejce III ligi, 21 września, w wygranym 4:1 leczu przeciw Bałtykowi Koszalin. W KKS-ie przydzielono mu numer koszulki 16.

### Piast Żmigród
Zawodnik następnie przeniósł się do Piasta Żmigród, gdzie w sezonie 2019/2020 rozegrał jeden, debiutancki mecz (spotkanie z drużyną rezerw Miedzi Legnica, które miało miejsce 7 marca 2020), w którym strzelił bramkę. W sezonie kolejnym zdobył on łącznie jedenaście bramek w 36 spotkaniach, a w sezonie 2021/2022 – 10 bramek w 17 występach, w tym trzy dublety.

### GKS Jastrzębie
W styczniu 2022 roku został on przetransferowany do GKS-u Jastrzębie, gdzie podpisał półtoraroczny kontrakt z opcją jego prolongaty o kolejny rok. Treningi z drużyną zaczął od 18 stycznia. W I lidze zadebiutował 26 lutego 2022 roku w przegranym 1:0, wyjazdowym spotkaniu z Resovią. Swoje pierwsze trafienie dla GKS-u zdobył 2 kwietnia, w przegranym 2:1 spotkaniu z Zagłębiem Sosnowiec. Łącznie, w sezonie 2021/2022, na poziomie 1 ligi wystąpił w 13 meczach, zdobywając dwie bramki, a jego drużyna nie utrzymała się w I lidze. W kolejnym sezonie wystąpił w 33 meczach ligowych, zdobywając 15 bramek.

### Miedź Legnica
W czerwcu 2023 został on przetransferowany do pierwszoligowej Miedzi Legnica, z którą podpisał kontrakt do końca sezonu 2027/2028. Według informacji portalu Transfermarkt, transfer kosztował Miedź 50 000 EUR. W drużynie zadebiutował 23 lipca 2023; podczas 12 spotkań ligowych rozegranych w barwach Miedzi na boisku spędził 168 minut, nie strzelając ani jednego gola.

#### Wypożyczenie do Znicza Pruszków
Następnie, w styczniu 2024 roku wypożyczony został do Znicza Pruszków na pół roku. Tam swój pierwszy mecz rozegrał 18 lutego; było to przegrane 0:2 spotkanie z Lechią Gdańsk. Swojego pierwszego gola dla Znicza zdobył w 72. minucie 31. kolejki I ligi, która przypadła na mecz zakończony wynikiem 1:1 z Chrobrym Głogów, w którym zawodnik wszedł z ławki rezerwowych w 46. minucie, zastępując Dmytro Juchymowycza. W dwóch następnych kolejkach Stanclik również strzelał gole.
Jego wypożyczenie przedłużone zostało o kolejny sezon, 2024/2025. Podczas niego zawodnik w 30 spotkaniach zdobył 16 bramek, zajmując trzecie miejsce (pierwsze zostało zajęte ex aequo przez Ángela Rodado i Łukasza Zjawińskiego, którzy strzelili po 23 gole) w klasyfikacji strzelców I ligi.